# Vòng đấu hạng UEFA Champions League 2024–25
Vòng đấu hạng UEFA Champions League 2024–25 bắt đầu vào ngày 17 tháng 9 năm 2024 và kết thúc vào ngày 29 tháng 1 năm 2025. Có tổng cộng 36 đội thi đấu ở vòng đấu hạng để xác định 24 suất vào vòng đấu loại trực tiếp của UEFA Champions League 2024–25.
Aston Villa, Bologna, Brest, Girona và Slovan Bratislava có lần đầu tiên ra mắt kể từ khi giới thiệu vòng bảng. Brest và Girona cũng có lần đầu tiên ra mắt ở bóng đá châu Âu. Tổng cộng có 16 hiệp hội quốc gia được đại diện ở vòng đấu hạng.
Đây là mùa giải đầu tiên áp dụng thể thức một bảng duy nhất, thay thế thể thức chia bảng được sử dụng cho đến mùa giải trước. Với việc thay đổi thể thức, số trận đấu trước vòng đấu loại trực tiếp tăng từ 96 lên 144.

## Thể thức
Mỗi đội sẽ chơi tám trận, bốn trận trên sân nhà và bốn trận trên sân khách, với tám đối thủ khác nhau, với tất cả 36 đội được xếp hạng trong một bảng xếp hạng duy nhất. Các đội sẽ được chia thành bốn nhóm dựa trên hệ số câu lạc bộ UEFA năm 2024 và mỗi đội sẽ chơi với hai đội từ mỗi nhóm trong bốn nhóm - một trận trên sân nhà và một trận trên sân khách. Tám đội xếp hạng cao nhất sẽ được miễn vào vòng 16 đội. Các đội xếp hạng từ thứ 9 đến thứ 24 sẽ thi đấu ở vòng play-off vòng đấu loại trực tiếp, trong đó các đội xếp hạng từ thứ 9 đến thứ 16 được xếp hạt giống khi bốc thăm. Còn các đội xếp hạng từ thứ 25 đến thứ 36 bị loại khỏi tất cả các cuộc thi, không được tham dự UEFA Europa League 2024–25.

### Tiêu chí xếp hạng
Các đội sẽ được xếp hạng theo điểm (3 điểm cho một trận thắng, 1 điểm cho một trận hòa và 0 điểm cho một trận thua). Nếu hai hoặc nhiều đội bằng điểm sau khi hoàn thành vòng đấu hạng, các tiêu chí xếp hạng sau đây được áp dụng, theo thứ tự đã cho, để xác định thứ hạng:
1. Hiệu số bàn thắng bại;
2. Số bàn thắng được ghi;
3. Số bàn thắng trên sân khách được ghi;
4. Số trận thắng;
5. Số trận thắng trên sân khách;
6. Số điểm cao hơn mà các đối thủ trong vòng đấu hạng giành được;
7. Hiệu số bàn thắng bại chung cuộc cao hơn của các đối thủ trong vòng đấu hạng;
8. Số bàn thắng được ghi bởi các đối thủ trong cùng vòng đấu hạng cao hơn;
9. Tổng điểm kỷ luật thấp hơn (thẻ đỏ trực tiếp = 3 điểm, thẻ vàng = 1 điểm, đuổi khỏi sân vì hai thẻ vàng trong một trận = 3 điểm);
10. Hệ số câu lạc bộ UEFA.

## Các đội và hạt giống
36 đội được chia thành bốn nhóm, mỗi nhóm chín đội, với nhà vô địch Champions League tự động được xếp vào nhóm hạt giống số 1. Tất cả các đội còn lại được phân bổ vào các nhóm dựa trên hệ số câu lạc bộ UEFA năm 2024. Những đội tham gia bao gồm:
- 29 đội tham gia vòng này
- 7 đội thắng ở vòng play-off (5 đội từ Nhánh vô địch, 2 đội từ Nhánh không vô địch)

| Bảng màu |
| --- |
| Các đội xếp hạng từ 1 đến 8 sẽ tiến vào vòng 16 đội với tư cách là đội hạt giống                                       |
| Các đội xếp hạng từ 9 đến 16 sẽ tiến vào vòng play-off đấu loại trực tiếp với tư cách là đội hạt giống                 |
| Các đội xếp hạng từ 17 đến 24 sẽ tiến vào vòng play-off đấu loại trực tiếp với tư cách là đội không được xếp hạt giống |

| Đội                 | Ghi chú | Hệ số   |
| ------------------- | ------- | ------- |
| Real Madrid         | [TH]    | 136.000 |
| Manchester City     |         | 148.000 |
| Bayern Munich       |         | 144.000 |
| Paris Saint-Germain |         | 116.000 |
| Liverpool           |         | 114.000 |
| Inter Milan         |         | 101.000 |
| Borussia Dortmund   |         | 97.000  |
| RB Leipzig          |         | 97.000  |
| Barcelona           |         | 91.000  |

| Đội              | Ghi chú | Hệ số  |
| ---------------- | ------- | ------ |
| Bayer Leverkusen |         | 90.000 |
| Atlético Madrid  |         | 89.000 |
| Atalanta         | [EL]    | 81.000 |
| Juventus         |         | 80.000 |
| Benfica          |         | 79.000 |
| Arsenal          |         | 72.000 |
| Club Brugge      |         | 64.000 |
| Shakhtar Donetsk |         | 63.000 |
| Milan            |         | 59.000 |

| Đội               | Ghi chú | Hệ số  |
| ----------------- | ------- | ------ |
| Feyenoord         |         | 57.000 |
| Sporting CP       |         | 54.500 |
| PSV Eindhoven     |         | 54.000 |
| Dinamo Zagreb     | [CP]    | 50.000 |
| Red Bull Salzburg | [LP]    | 50.000 |
| Lille             | [LP]    | 47.000 |
| Red Star Belgrade | [CP]    | 40.000 |
| Young Boys        | [CP]    | 34.500 |
| Celtic            |         | 32.000 |

| Đội               | Ghi chú | Hệ số  |
| ----------------- | ------- | ------ |
| Slovan Bratislava | [CP]    | 30.500 |
| Monaco            |         | 24.000 |
| Sparta Prague     | [CP]    | 22.500 |
| Aston Villa       |         | 20.860 |
| Bologna           |         | 18.056 |
| Girona            |         | 17.897 |
| VfB Stuttgart     |         | 17.324 |
| Sturm Graz        |         | 14.500 |
| Brest             |         | 13.366 |

Ghi chú
1. TH Nhà vô địch Champions League (tự động xếp hạt giống số 1)
2. EL Nhà vô địch Europa League
3. CP Đội thắng vòng play-off (Nhánh vô địch)
4. LP Đội thắng vòng play-off (Nhánh không vô địch)

## Bốc thăm
Lễ bốc thăm các cặp đấu vòng đấu hạng được tổ chức tại Grimaldi Forum ở Monaco vào ngày 29 tháng 8 năm 2024, 18:00 CEST. Cả 36 đội đều được bốc thăm thủ công bằng bóng vật lý. Đối với mỗi đội được bốc thăm thủ công, phần mềm tự động sẽ bốc thăm ngẫu nhiên các đối thủ của họ bằng kỹ thuật số, xác định trận đấu nào của họ diễn ra trên sân nhà và trận nào diễn ra trên sân khách. Mỗi đội sẽ phải đối mặt với hai đối thủ từ mỗi trong bốn nhóm, một trong số đó họ sẽ phải đối mặt trên sân nhà và một đối thủ phải đối mặt trên sân khách. Các đội không được đối mặt với các đối thủ từ cùng một hiệp hội và chỉ được bốc thăm với tối đa hai đội từ cùng một hiệp hội. Lễ bốc thăm bắt đầu với Nhóm 1, chỉ định đối thủ cho tất cả các đội, lần lượt từng đội và tiếp tục với các nhóm khác theo thứ tự giảm dần cho đến khi tất cả các đội đều được chỉ định đối thủ của mình.
Việc chuyển sang rút thăm chủ yếu dựa trên máy tính được thực hiện do các vấn đề về độ phức tạp và thời lượng yêu cầu của một lần rút thăm thủ công. Phần mềm rút thăm, do AE Live phát triển, đảm bảo tính ngẫu nhiên hoàn toàn trong khuôn khổ các điều kiện rút thăm và ngăn ngừa mọi tình huống bế tắc. Phần mềm đã được kiểm toán viên bên ngoài Ernst & Young xem xét, công ty này cũng cung cấp dịch vụ xem xét và kiểm soát các hoạt động rút thăm thủ công và kỹ thuật số tại chỗ.

| Câu lạc bộ          | Đối thủ Nhóm 1      | Đối thủ Nhóm 1      | Đối thủ Nhóm 2   | Đối thủ Nhóm 2   | Đối thủ Nhóm 3    | Đối thủ Nhóm 3    | Đối thủ Nhóm 4    | Đối thủ Nhóm 4    | Hệ số TB |
| Câu lạc bộ          | Nhà                 | Khách               | Nhà              | Khách            | Nhà               | Khách             | Nhà               | Khách             | Hệ số TB |
| ------------------- | ------------------- | ------------------- | ---------------- | ---------------- | ----------------- | ----------------- | ----------------- | ----------------- | -------- |
| Real Madrid         | Borussia Dortmund   | Liverpool           | Milan            | Atalanta         | Red Bull Salzburg | Lille             | VfB Stuttgart     | Brest             | 59,8     |
| Manchester City     | Inter Milan         | Paris Saint-Germain | Club Brugge      | Juventus         | Feyenoord         | Sporting CP       | Sparta Prague     | Slovan Bratislava | 65,7     |
| Bayern Munich       | Paris Saint-Germain | Barcelona           | Benfica          | Shakhtar Donetsk | Dinamo Zagreb     | Feyenoord         | Slovan Bratislava | Aston Villa       | 63,4     |
| Paris Saint-Germain | Manchester City     | Bayern Munich       | Atlético Madrid  | Arsenal          | PSV Eindhoven     | Red Bull Salzburg | Girona            | VfB Stuttgart     | 74,0     |
| Liverpool           | Real Madrid         | RB Leipzig          | Bayer Leverkusen | Milan            | Lille             | PSV Eindhoven     | Bologna           | Girona            | 64,9     |
| Inter Milan         | RB Leipzig          | Manchester City     | Arsenal          | Bayer Leverkusen | Red Star Belgrade | Young Boys        | Monaco            | Sparta Prague     | 66,0     |
| Borussia Dortmund   | Barcelona           | Real Madrid         | Shakhtar Donetsk | Club Brugge      | Celtic            | Dinamo Zagreb     | Sturm Graz        | Bologna           | 58,6     |
| RB Leipzig          | Liverpool           | Inter Milan         | Juventus         | Atlético Madrid  | Sporting CP       | Celtic            | Aston Villa       | Sturm Graz        | 63,2     |
| Barcelona           | Bayern Munich       | Borussia Dortmund   | Atalanta         | Benfica          | Young Boys        | Red Star Belgrade | Brest             | Monaco            | 64,1     |
|                     |                     |                     |                  |                  |                   |                   |                   |                   |          |
| Bayer Leverkusen    | Inter Milan         | Liverpool           | Milan            | Atlético Madrid  | Red Bull Salzburg | Feyenoord         | Sparta Prague     | Brest             | 63,2     |
| Atlético Madrid     | RB Leipzig          | Paris Saint-Germain | Bayer Leverkusen | Benfica          | Lille             | Red Bull Salzburg | Slovan Bratislava | Sparta Prague     | 66,5     |
| Atalanta            | Real Madrid         | Barcelona           | Arsenal          | Shakhtar Donetsk | Celtic            | Young Boys        | Sturm Graz        | VfB Stuttgart     | 57,5     |
| Juventus            | Manchester City     | RB Leipzig          | Benfica          | Club Brugge      | PSV Eindhoven     | Lille             | VfB Stuttgart     | Aston Villa       | 65,9     |
| Benfica             | Barcelona           | Bayern Munich       | Atlético Madrid  | Juventus         | Feyenoord         | Red Star Belgrade | Bologna           | Monaco            | 67,9     |
| Arsenal             | Paris Saint-Germain | Inter Milan         | Shakhtar Donetsk | Atalanta         | Dinamo Zagreb     | Sporting CP       | Monaco            | Girona            | 63,4     |
| Club Brugge         | Borussia Dortmund   | Manchester City     | Juventus         | Milan            | Sporting CP       | Celtic            | Aston Villa       | Sturm Graz        | 63,2     |
| Shakhtar Donetsk    | Bayern Munich       | Borussia Dortmund   | Atalanta         | Arsenal          | Young Boys        | PSV Eindhoven     | Brest             | Bologna           | 64,2     |
| Milan               | Liverpool           | Real Madrid         | Club Brugge      | Bayer Leverkusen | Red Star Belgrade | Dinamo Zagreb     | Girona            | Slovan Bratislava | 67,8     |
|                     |                     |                     |                  |                  |                   |                   |                   |                   |          |
| Feyenoord           | Bayern Munich       | Manchester City     | Bayer Leverkusen | Benfica          | Red Bull Salzburg | Lille             | Sparta Prague     | Girona            | 74,8     |
| Sporting CP         | Manchester City     | RB Leipzig          | Arsenal          | Club Brugge      | Lille             | PSV Eindhoven     | Bologna           | Sturm Graz        | 64,3     |
| PSV Eindhoven       | Liverpool           | Paris Saint-Germain | Shakhtar Donetsk | Juventus         | Sporting CP       | Red Star Belgrade | Girona            | Brest             | 62,3     |
| Dinamo Zagreb       | Borussia Dortmund   | Bayern Munich       | Milan            | Arsenal          | Celtic            | Red Bull Salzburg | Monaco            | Slovan Bratislava | 63,6     |
| Red Bull Salzburg   | Paris Saint-Germain | Real Madrid         | Atlético Madrid  | Bayer Leverkusen | Dinamo Zagreb     | Feyenoord         | Brest             | Sparta Prague     | 71,7     |
| Lille               | Real Madrid         | Liverpool           | Juventus         | Atlético Madrid  | Feyenoord         | Sporting CP       | Sturm Graz        | Bologna           | 70,4     |
| Red Star Belgrade   | Barcelona           | Inter Milan         | Benfica          | Milan            | PSV Eindhoven     | Young Boys        | VfB Stuttgart     | Monaco            | 57,5     |
| Young Boys          | Inter Milan         | Barcelona           | Atalanta         | Shakhtar Donetsk | Red Star Belgrade | Celtic            | Aston Villa       | VfB Stuttgart     | 55,8     |
| Celtic              | RB Leipzig          | Borussia Dortmund   | Club Brugge      | Atalanta         | Young Boys        | Dinamo Zagreb     | Slovan Bratislava | Aston Villa       | 59,4     |
|                     |                     |                     |                  |                  |                   |                   |                   |                   |          |
| Slovan Bratislava   | Manchester City     | Bayern Munich       | Milan            | Atlético Madrid  | Dinamo Zagreb     | Celtic            | VfB Stuttgart     | Girona            | 69,7     |
| Monaco              | Barcelona           | Inter Milan         | Benfica          | Arsenal          | Red Star Belgrade | Dinamo Zagreb     | Aston Villa       | Bologna           | 59,0     |
| Sparta Prague       | Inter Milan         | Manchester City     | Atlético Madrid  | Bayer Leverkusen | Red Bull Salzburg | Feyenoord         | Brest             | VfB Stuttgart     | 70,7     |
| Aston Villa         | Bayern Munich       | RB Leipzig          | Juventus         | Club Brugge      | Celtic            | Young Boys        | Bologna           | Monaco            | 61,7     |
| Bologna             | Borussia Dortmund   | Liverpool           | Shakhtar Donetsk | Benfica          | Lille             | Sporting CP       | Monaco            | Aston Villa       | 62,4     |
| Girona              | Liverpool           | Paris Saint-Germain | Arsenal          | Milan            | Feyenoord         | PSV Eindhoven     | Slovan Bratislava | Sturm Graz        | 64,6     |
| VfB Stuttgart       | Paris Saint-Germain | Real Madrid         | Atalanta         | Juventus         | Young Boys        | Red Star Belgrade | Sparta Prague     | Slovan Bratislava | 67,6     |
| Sturm Graz          | RB Leipzig          | Borussia Dortmund   | Club Brugge      | Atalanta         | Sporting CP       | Lille             | Girona            | Brest             | 59,0     |
| Brest               | Real Madrid         | Barcelona           | Bayer Leverkusen | Shakhtar Donetsk | PSV Eindhoven     | Red Bull Salzburg | Sturm Graz        | Sparta Prague     | 65,1     |

## Bảng xếp hạng vòng đấu hạng
| VT | Đội                 | ST | T | H | B | BT | BB | HS  | Đ  | Giành quyền tham dự                                                 |
| -- | ------------------- | -- | - | - | - | -- | -- | --- | -- | ------------------------------------------------------------------- |
| 1  | Liverpool           | 8  | 7 | 0 | 1 | 17 | 5  | +12 | 21 | Đi tiếp vào vòng 16 đội (nhóm hạt giống)                            |
| 2  | Barcelona           | 8  | 6 | 1 | 1 | 28 | 13 | +15 | 19 | Đi tiếp vào vòng 16 đội (nhóm hạt giống)                            |
| 3  | Arsenal             | 8  | 6 | 1 | 1 | 16 | 3  | +13 | 19 | Đi tiếp vào vòng 16 đội (nhóm hạt giống)                            |
| 4  | Inter Milan         | 8  | 6 | 1 | 1 | 11 | 1  | +10 | 19 | Đi tiếp vào vòng 16 đội (nhóm hạt giống)                            |
| 5  | Atlético Madrid     | 8  | 6 | 0 | 2 | 20 | 12 | +8  | 18 | Đi tiếp vào vòng 16 đội (nhóm hạt giống)                            |
| 6  | Bayer Leverkusen    | 8  | 5 | 1 | 2 | 15 | 7  | +8  | 16 | Đi tiếp vào vòng 16 đội (nhóm hạt giống)                            |
| 7  | Lille               | 8  | 5 | 1 | 2 | 17 | 10 | +7  | 16 | Đi tiếp vào vòng 16 đội (nhóm hạt giống)                            |
| 8  | Aston Villa         | 8  | 5 | 1 | 2 | 13 | 6  | +7  | 16 | Đi tiếp vào vòng 16 đội (nhóm hạt giống)                            |
| 9  | Atalanta            | 8  | 4 | 3 | 1 | 20 | 6  | +14 | 15 | Đi tiếp vào vòng play-off đấu loại trực tiếp (nhóm hạt giống)       |
| 10 | Borussia Dortmund   | 8  | 5 | 0 | 3 | 22 | 12 | +10 | 15 | Đi tiếp vào vòng play-off đấu loại trực tiếp (nhóm hạt giống)       |
| 11 | Real Madrid         | 8  | 5 | 0 | 3 | 20 | 12 | +8  | 15 | Đi tiếp vào vòng play-off đấu loại trực tiếp (nhóm hạt giống)       |
| 12 | Bayern Munich       | 8  | 5 | 0 | 3 | 20 | 12 | +8  | 15 | Đi tiếp vào vòng play-off đấu loại trực tiếp (nhóm hạt giống)       |
| 13 | Milan               | 8  | 5 | 0 | 3 | 14 | 11 | +3  | 15 | Đi tiếp vào vòng play-off đấu loại trực tiếp (nhóm hạt giống)       |
| 14 | PSV Eindhoven       | 8  | 4 | 2 | 2 | 16 | 12 | +4  | 14 | Đi tiếp vào vòng play-off đấu loại trực tiếp (nhóm hạt giống)       |
| 15 | Paris Saint-Germain | 8  | 4 | 1 | 3 | 14 | 9  | +5  | 13 | Đi tiếp vào vòng play-off đấu loại trực tiếp (nhóm hạt giống)       |
| 16 | Benfica             | 8  | 4 | 1 | 3 | 16 | 12 | +4  | 13 | Đi tiếp vào vòng play-off đấu loại trực tiếp (nhóm hạt giống)       |
| 17 | Monaco              | 8  | 4 | 1 | 3 | 13 | 13 | 0   | 13 | Đi tiếp vào vòng play-off đấu loại trực tiếp (nhóm không hạt giống) |
| 18 | Brest               | 8  | 4 | 1 | 3 | 10 | 11 | −1  | 13 | Đi tiếp vào vòng play-off đấu loại trực tiếp (nhóm không hạt giống) |
| 19 | Feyenoord           | 8  | 4 | 1 | 3 | 18 | 21 | −3  | 13 | Đi tiếp vào vòng play-off đấu loại trực tiếp (nhóm không hạt giống) |
| 20 | Juventus            | 8  | 3 | 3 | 2 | 9  | 7  | +2  | 12 | Đi tiếp vào vòng play-off đấu loại trực tiếp (nhóm không hạt giống) |
| 21 | Celtic              | 8  | 3 | 3 | 2 | 13 | 14 | −1  | 12 | Đi tiếp vào vòng play-off đấu loại trực tiếp (nhóm không hạt giống) |
| 22 | Manchester City     | 8  | 3 | 2 | 3 | 18 | 14 | +4  | 11 | Đi tiếp vào vòng play-off đấu loại trực tiếp (nhóm không hạt giống) |
| 23 | Sporting CP         | 8  | 3 | 2 | 3 | 13 | 12 | +1  | 11 | Đi tiếp vào vòng play-off đấu loại trực tiếp (nhóm không hạt giống) |
| 24 | Club Brugge         | 8  | 3 | 2 | 3 | 7  | 11 | −4  | 11 | Đi tiếp vào vòng play-off đấu loại trực tiếp (nhóm không hạt giống) |
| 25 | Dinamo Zagreb       | 8  | 3 | 2 | 3 | 12 | 19 | −7  | 11 |                                                                     |
| 26 | VfB Stuttgart       | 8  | 3 | 1 | 4 | 13 | 17 | −4  | 10 |                                                                     |
| 27 | Shakhtar Donetsk    | 8  | 2 | 1 | 5 | 8  | 16 | −8  | 7  |                                                                     |
| 28 | Bologna             | 8  | 1 | 3 | 4 | 4  | 9  | −5  | 6  |                                                                     |
| 29 | Red Star Belgrade   | 8  | 2 | 0 | 6 | 13 | 22 | −9  | 6  |                                                                     |
| 30 | Sturm Graz          | 8  | 2 | 0 | 6 | 5  | 14 | −9  | 6  |                                                                     |
| 31 | Sparta Prague       | 8  | 1 | 1 | 6 | 7  | 21 | −14 | 4  |                                                                     |
| 32 | RB Leipzig          | 8  | 1 | 0 | 7 | 8  | 15 | −7  | 3  |                                                                     |
| 33 | Girona              | 8  | 1 | 0 | 7 | 5  | 13 | −8  | 3  |                                                                     |
| 34 | Red Bull Salzburg   | 8  | 1 | 0 | 7 | 5  | 27 | −22 | 3  |                                                                     |
| 35 | Slovan Bratislava   | 8  | 0 | 0 | 8 | 7  | 27 | −20 | 0  |                                                                     |
| 36 | Young Boys          | 8  | 0 | 0 | 8 | 3  | 24 | −21 | 0  |                                                                     |

1. 1 2  Real Madrid xếp trên Bayern Munich nhờ số trận thắng sân khách: Real Madrid 2, Bayern Munich 1.

## Tóm tắt kết quả
| Đội nhà             | Tỷ số | Đội khách         |
| ------------------- | ----- | ----------------- |
| Young Boys          | 0–3   | Aston Villa       |
| Juventus            | 3–1   | PSV Eindhoven     |
| Milan               | 1–3   | Liverpool         |
| Bayern Munich       | 9–2   | Dinamo Zagreb     |
| Real Madrid         | 3–1   | VfB Stuttgart     |
| Sporting CP         | 2–0   | Lille             |
| Sparta Prague       | 3–0   | Red Bull Salzburg |
| Bologna             | 0–0   | Shakhtar Donetsk  |
| Celtic              | 5–1   | Slovan Bratislava |
| Club Brugge         | 0–3   | Borussia Dortmund |
| Manchester City     | 0–0   | Inter Milan       |
| Paris Saint-Germain | 1–0   | Girona            |
| Feyenoord           | 0–4   | Bayer Leverkusen  |
| Red Star Belgrade   | 1–2   | Benfica           |
| Monaco              | 2–1   | Barcelona         |
| Atalanta            | 0–0   | Arsenal           |
| Atlético Madrid     | 2–1   | RB Leipzig        |
| Brest               | 2–1   | Sturm Graz        |

| Đội nhà           | Tỷ số | Đội khách           |
| ----------------- | ----- | ------------------- |
| Red Bull Salzburg | 0–4   | Brest               |
| VfB Stuttgart     | 1–1   | Sparta Prague       |
| Arsenal           | 2–0   | Paris Saint-Germain |
| Bayer Leverkusen  | 1–0   | Milan               |
| Borussia Dortmund | 7–1   | Celtic              |
| Barcelona         | 5–0   | Young Boys          |
| Inter Milan       | 4–0   | Red Star Belgrade   |
| PSV Eindhoven     | 1–1   | Sporting CP         |
| Slovan Bratislava | 0–4   | Manchester City     |
| Shakhtar Donetsk  | 0–3   | Atalanta            |
| Girona            | 2–3   | Feyenoord           |
| Aston Villa       | 1–0   | Bayern Munich       |
| Dinamo Zagreb     | 2–2   | Monaco              |
| Liverpool         | 2–0   | Bologna             |
| Lille             | 1–0   | Real Madrid         |
| RB Leipzig        | 2–3   | Juventus            |
| Sturm Graz        | 0–1   | Club Brugge         |
| Benfica           | 4–0   | Atlético Madrid     |

| Đội nhà             | Tỷ số | Đội khách         |
| ------------------- | ----- | ----------------- |
| Milan               | 3–1   | Club Brugge       |
| Monaco              | 5–1   | Red Star Belgrade |
| Arsenal             | 1–0   | Shakhtar Donetsk  |
| Aston Villa         | 2–0   | Bologna           |
| Girona              | 2–0   | Slovan Bratislava |
| Juventus            | 0–1   | VfB Stuttgart     |
| Paris Saint-Germain | 1–1   | PSV Eindhoven     |
| Real Madrid         | 5–2   | Borussia Dortmund |
| Sturm Graz          | 0–2   | Sporting CP       |
| Atalanta            | 0–0   | Celtic            |
| Brest               | 1–1   | Bayer Leverkusen  |
| Atlético Madrid     | 1–3   | Lille             |
| Young Boys          | 0–1   | Inter Milan       |
| Barcelona           | 4–1   | Bayern Munich     |
| Red Bull Salzburg   | 0–2   | Dinamo Zagreb     |
| Manchester City     | 5–0   | Sparta Prague     |
| RB Leipzig          | 0–1   | Liverpool         |
| Benfica             | 1–3   | Feyenoord         |

| Đội nhà             | Tỷ số | Đội khách         |
| ------------------- | ----- | ----------------- |
| PSV Eindhoven       | 4–0   | Girona            |
| Slovan Bratislava   | 1–4   | Dinamo Zagreb     |
| Bologna             | 0–1   | Monaco            |
| Borussia Dortmund   | 1–0   | Sturm Graz        |
| Celtic              | 3–1   | RB Leipzig        |
| Liverpool           | 4–0   | Bayer Leverkusen  |
| Lille               | 1–1   | Juventus          |
| Real Madrid         | 1–3   | Milan             |
| Sporting CP         | 4–1   | Manchester City   |
| Club Brugge         | 1–0   | Aston Villa       |
| Shakhtar Donetsk    | 2–1   | Young Boys        |
| Sparta Prague       | 1–2   | Brest             |
| Inter Milan         | 1–0   | Arsenal           |
| Feyenoord           | 1–3   | Red Bull Salzburg |
| Red Star Belgrade   | 2–5   | Barcelona         |
| Paris Saint-Germain | 1–2   | Atlético Madrid   |
| VfB Stuttgart       | 0–2   | Atalanta          |
| Bayern Munich       | 1–0   | Benfica           |

| Đội nhà           | Tỷ số | Đội khách           |
| ----------------- | ----- | ------------------- |
| Sparta Prague     | 0–6   | Atlético Madrid     |
| Slovan Bratislava | 2–3   | Milan               |
| Bayer Leverkusen  | 5–0   | Red Bull Salzburg   |
| Young Boys        | 1–6   | Atalanta            |
| Barcelona         | 3–0   | Brest               |
| Bayern Munich     | 1–0   | Paris Saint-Germain |
| Inter Milan       | 1–0   | RB Leipzig          |
| Manchester City   | 3–3   | Feyenoord           |
| Sporting CP       | 1–5   | Arsenal             |
| Red Star Belgrade | 5–1   | VfB Stuttgart       |
| Sturm Graz        | 1–0   | Girona              |
| Monaco            | 2–3   | Benfica             |
| Aston Villa       | 0–0   | Juventus            |
| Bologna           | 1–2   | Lille               |
| Celtic            | 1–1   | Club Brugge         |
| Dinamo Zagreb     | 0–3   | Borussia Dortmund   |
| Liverpool         | 2–0   | Real Madrid         |
| PSV Eindhoven     | 3–2   | Shakhtar Donetsk    |

| Đội nhà           | Tỷ số | Đội khách           |
| ----------------- | ----- | ------------------- |
| Girona            | 0–1   | Liverpool           |
| Dinamo Zagreb     | 0–0   | Celtic              |
| Atalanta          | 2–3   | Real Madrid         |
| Bayer Leverkusen  | 1–0   | Inter Milan         |
| Club Brugge       | 2–1   | Sporting CP         |
| Red Bull Salzburg | 0–3   | Paris Saint-Germain |
| Shakhtar Donetsk  | 1–5   | Bayern Munich       |
| RB Leipzig        | 2–3   | Aston Villa         |
| Brest             | 1–0   | PSV Eindhoven       |
| Atlético Madrid   | 3–1   | Slovan Bratislava   |
| Lille             | 3–2   | Sturm Graz          |
| Milan             | 2–1   | Red Star Belgrade   |
| Arsenal           | 3–0   | Monaco              |
| Borussia Dortmund | 2–3   | Barcelona           |
| Feyenoord         | 4–2   | Sparta Prague       |
| Juventus          | 2–0   | Manchester City     |
| Benfica           | 0–0   | Bologna             |
| VfB Stuttgart     | 5–1   | Young Boys          |

| Đội nhà             | Tỷ số | Đội khách         |
| ------------------- | ----- | ----------------- |
| Monaco              | 1–0   | Aston Villa       |
| Atalanta            | 5–0   | Sturm Graz        |
| Atlético Madrid     | 2–1   | Bayer Leverkusen  |
| Bologna             | 2–1   | Borussia Dortmund |
| Club Brugge         | 0–0   | Juventus          |
| Red Star Belgrade   | 2–3   | PSV Eindhoven     |
| Liverpool           | 2–1   | Lille             |
| Slovan Bratislava   | 1–3   | VfB Stuttgart     |
| Benfica             | 4–5   | Barcelona         |
| Shakhtar Donetsk    | 2–0   | Brest             |
| RB Leipzig          | 2–1   | Sporting CP       |
| Milan               | 1–0   | Girona            |
| Sparta Prague       | 0–1   | Inter Milan       |
| Arsenal             | 3–0   | Dinamo Zagreb     |
| Celtic              | 1–0   | Young Boys        |
| Feyenoord           | 3–0   | Bayern Munich     |
| Paris Saint-Germain | 4–2   | Manchester City   |
| Real Madrid         | 5–1   | Red Bull Salzburg |

| Đội nhà           | Tỷ số | Đội khách           |
| ----------------- | ----- | ------------------- |
| Aston Villa       | 4–2   | Celtic              |
| Bayer Leverkusen  | 2–0   | Sparta Prague       |
| Borussia Dortmund | 3–1   | Shakhtar Donetsk    |
| Young Boys        | 0–1   | Red Star Belgrade   |
| Barcelona         | 2–2   | Atalanta            |
| Bayern Munich     | 3–1   | Slovan Bratislava   |
| Inter Milan       | 3–0   | Monaco              |
| Red Bull Salzburg | 1–4   | Atlético Madrid     |
| Girona            | 1–2   | Arsenal             |
| Dinamo Zagreb     | 2–1   | Milan               |
| Juventus          | 0–2   | Benfica             |
| Lille             | 6–1   | Feyenoord           |
| Manchester City   | 3–1   | Club Brugge         |
| PSV Eindhoven     | 3–2   | Liverpool           |
| Sturm Graz        | 1–0   | RB Leipzig          |
| Sporting CP       | 1–1   | Bologna             |
| Brest             | 0–3   | Real Madrid         |
| VfB Stuttgart     | 1–4   | Paris Saint-Germain |

## Các trận đấu
Danh sách lịch thi đấu được công bố vào ngày 31 tháng 8 năm 2024, hai ngày sau lễ bốc thăm. Điều này nhằm đảm bảo không có sự xung đột về lịch thi đấu với các đội ở Europa League và Conference League thi đấu ở cùng một thành phố.
Về nguyên tắc, mỗi đội sẽ không chơi quá hai trận sân nhà hoặc hai trận sân khách liên tiếp và sẽ chơi một trận sân nhà và một trận sân khách trong cả hai lượt trận đầu tiên và cuối cùng. Các trận đấu sẽ diễn ra vào ngày 17–19 tháng 9 (tuần độc quyền), ngày 1–2 tháng 10, ngày 22–23 tháng 10, ngày 5–6 tháng 11, ngày 26–27 tháng 11, ngày 10–11 tháng 12 năm 2024, ngày 21–22 tháng 1 và ngày 29 tháng 1 năm 2025. Tất cả các trận đấu sẽ được diễn ra vào các ngày thứ Ba và thứ Tư, ngoại trừ tuần độc quyền của giải đấu, cũng bao gồm các trận đấu vào thứ Năm. Thời gian bắt đầu theo lịch thi đấu sẽ là 18:45 (hai trận đấu mỗi ngày) và 21:00 (các trận đấu còn lại) CET/CEST. Ngoại lệ duy nhất là ngày thi đấu cuối cùng, khi tất cả các trận đấu sẽ được diễn ra đồng thời lúc 21:00.
Thời gian là CET hoặc CEST, do UEFA liệt kê (giờ địa phương, nếu khác, sẽ được đặt trong dấu ngoặc đơn).

### Lượt trận 1
| Young Boys | 0–3      | Aston Villa                              |
| ---------- | -------- | ---------------------------------------- |
|            | Chi tiết | - Tielemans 27' - Ramsey 38' - Onana 86' |

| Juventus                                   | 3–1      | PSV Eindhoven   |
| ------------------------------------------ | -------- | --------------- |
| - Yıldız 21' - McKennie 27' - González 52' | Chi tiết | - Saibari 90+3' |

| Milan        | 1–3      | Liverpool                                    |
| ------------ | -------- | -------------------------------------------- |
| - Pulisic 3' | Chi tiết | - Konaté 23' - Van Dijk 41' - Szoboszlai 67' |

| Bayern Munich                                                                                                  | 9–2      | Dinamo Zagreb                |
| --- | -------- | ---------------------------- |
| - Kane 19' (ph.đ.), 57', 73' (ph.đ.), 78' (ph.đ.) - Guerreiro 33' - Olise 38', 61' - Sané 85' - Goretzka 90+2' | Chi tiết | - Petković 49' - Ogiwara 50' |

| Real Madrid                                | 3–1      | VfB Stuttgart |
| ------------------------------------------ | -------- | ------------- |
| - Mbappé 46' - Rüdiger 83' - Endrick 90+5' | Chi tiết | Undav 68'     |

| Sporting CP                 | 2–0      | Lille |
| --------------------------- | -------- | ----- |
| - Gyökeres 38' - Debast 65' | Chi tiết |       |

| Sparta Prague                           | 3–0      | Red Bull Salzburg |
| --------------------------------------- | -------- | ----------------- |
| - Kairinen 2' - Olatunji 42' - Laçi 58' | Chi tiết |                   |

| Bologna | 0–0      | Shakhtar Donetsk |
| ------- | -------- | ---------------- |
|         | Chi tiết |                  |

| Celtic                                                                   | 5–1      | Slovan Bratislava |
| ------------------------------------------------------------------------ | -------- | ----------------- |
| - Scales 17' - Furuhashi 47' - Engels 56' (ph.đ.) - Maeda 70' - Idah 87' | Chi tiết | - Wimmer 61'      |

| Club Brugge | 0–3      | Borussia Dortmund                           |
| ----------- | -------- | ------------------------------------------- |
|             | Chi tiết | - Gittens 76', 86' - Guirassy 90+5' (ph.đ.) |

| Manchester City | 0–0      | Inter Milan |
| --------------- | -------- | ----------- |
|                 | Chi tiết |             |

| Paris Saint-Germain    | 1–0      | Girona |
| ---------------------- | -------- | ------ |
| - Gazzaniga 90' (l.n.) | Chi tiết |        |

| Feyenoord | 0–4      | Bayer Leverkusen                                          |
| --------- | -------- | --------------------------------------------------------- |
|           | Chi tiết | - Wirtz 5', 36' - Grimaldo 30' - Wellenreuther 45' (l.n.) |

| Red Star Belgrade | 1–2      | Benfica                     |
| ----------------- | -------- | --------------------------- |
| - Milson 86'      | Chi tiết | - Aktürkoğlu 9' - Kökçü 29' |

| Monaco                           | 2–1      | Barcelona   |
| -------------------------------- | -------- | ----------- |
| - Akliouche 16' - Ilenikhena 71' | Chi tiết | - Yamal 28' |

| Atalanta | 0–0      | Arsenal |
| -------- | -------- | ------- |
|          | Chi tiết |         |

| Atlético Madrid               | 2–1      | RB Leipzig |
| ----------------------------- | -------- | ---------- |
| - Griezmann 28' - Giménez 90' | Chi tiết | - Šeško 4' |

| Brest                     | 2–1      | Sturm Graz               |
| ------------------------- | -------- | ------------------------ |
| - Magnetti 23' - Sima 56' | Chi tiết | - Fernandes 45+1' (l.n.) |

### Lượt trận 2
| Red Bull Salzburg | 0–4      | Brest                                           |
| ----------------- | -------- | ----------------------------------------------- |
|                   | Chi tiết | - Sima 21', 70' - Camara 66' - Pereira Lage 75' |

| VfB Stuttgart | 1–1      | Sparta Prague  |
| ------------- | -------- | -------------- |
| - Millot 7'   | Chi tiết | - Kairinen 32' |

| Arsenal                  | 2–0      | Paris Saint-Germain |
| ------------------------ | -------- | ------------------- |
| - Havertz 20' - Saka 35' | Chi tiết |                     |

| Bayer Leverkusen | 1–0      | Milan |
| ---------------- | -------- | ----- |
| - Boniface 51'   | Chi tiết |       |

| Borussia Dortmund                                                                 | 7–1      | Celtic     |
| --------------------------------------------------------------------------------- | -------- | ---------- |
| - Can 7' (ph.đ.) - Adeyemi 11', 29', 42' - Guirassy 40' (ph.đ.), 66' - Nmecha 79' | Chi tiết | - Maeda 9' |

| Barcelona                                                                  | 5–0      | Young Boys |
| -------------------------------------------------------------------------- | -------- | ---------- |
| - Lewandowski 8', 51' - Raphinha 34' - I. Martínez 37' - Camara 81' (l.n.) | Chi tiết |            |

| Inter Milan                                                              | 4–0      | Red Star Belgrade |
| ------------------------------------------------------------------------ | -------- | ----------------- |
| - Çalhanoğlu 11' - Arnautović 59' - L. Martínez 71' - Taremi 81' (ph.đ.) | Chi tiết |                   |

| PSV Eindhoven  | 1–1      | Sporting CP    |
| -------------- | -------- | -------------- |
| - Schouten 15' | Chi tiết | - Bragança 84' |

| Slovan Bratislava | 0–4      | Manchester City                                      |
| ----------------- | -------- | ---------------------------------------------------- |
|                   | Chi tiết | - Gündoğan 8' - Foden 15' - Haaland 58' - McAtee 74' |

| Shakhtar Donetsk | 0–3      | Atalanta                                     |
| ---------------- | -------- | -------------------------------------------- |
|                  | Chi tiết | - Djimsiti 21' - Lookman 44' - Bellanova 48' |

| Girona                           | 2–3      | Feyenoord                                              |
| -------------------------------- | -------- | ------------------------------------------------------ |
| - D. López 19' - Van de Beek 73' | Chi tiết | - Herrera 23' (l.n.) - Milambo 33' - Krejčí 79' (l.n.) |

| Aston Villa | 1–0      | Bayern Munich |
| ----------- | -------- | ------------- |
| - Durán 79' | Chi tiết |               |

| Dinamo Zagreb                | 2–2      | Monaco                             |
| ---------------------------- | -------- | ---------------------------------- |
| - Sučić 45+3' - Baturina 66' | Chi tiết | - Salisu 74' - Zakaria 90' (ph.đ.) |

| Liverpool                      | 2–0      | Bologna |
| ------------------------------ | -------- | ------- |
| - Mac Allister 11' - Salah 75' | Chi tiết |         |

| Lille                 | 1–0      | Real Madrid |
| --------------------- | -------- | ----------- |
| - David 45+3' (ph.đ.) | Chi tiết |             |

| RB Leipzig               | 2–3      | Juventus                            |
| ------------------------ | -------- | ----------------------------------- |
| - Šeško 30', 65' (ph.đ.) | Chi tiết | - Vlahović 50', 68' - Conceição 82' |

| Sturm Graz | 0–1      | Club Brugge  |
| ---------- | -------- | ------------ |
|            | Chi tiết | - Tzolis 23' |

| Benfica                                                               | 4–0      | Atlético Madrid |
| --------------------------------------------------------------------- | -------- | --------------- |
| - Aktürkoğlu 13' - Di María 52' (ph.đ.) - Bah 75' - Kökçü 84' (ph.đ.) | Chi tiết |                 |

### Lượt trận 3
| Milan                              | 3–1      | Club Brugge |
| ---------------------------------- | -------- | ----------- |
| - Pulisic 34' - Reijnders 61', 71' | Chi tiết | - Sabbe 51' |

| Monaco                                                           | 5–1      | Red Star Belgrade    |
| ---------------------------------------------------------------- | -------- | -------------------- |
| - Minamino 20', 70' - Embolo 45+4' - Singo 54' - Akliouche 90+7' | Chi tiết | - Ndiaye 27' (ph.đ.) |

| Arsenal             | 1–0      | Shakhtar Donetsk |
| ------------------- | -------- | ---------------- |
| - Riznyk 29' (l.n.) | Chi tiết |                  |

| Aston Villa              | 2–0      | Bologna |
| ------------------------ | -------- | ------- |
| - McGinn 55' - Durán 64' | Chi tiết |         |

| Girona                       | 2–0      | Slovan Bratislava |
| ---------------------------- | -------- | ----------------- |
| - Gutiérrez 42' - Juanpe 73' | Chi tiết |                   |

| Juventus | 0–1      | VfB Stuttgart |
| -------- | -------- | ------------- |
|          | Chi tiết | - Touré 90+2' |

| Paris Saint-Germain | 1–1      | PSV Eindhoven |
| ------------------- | -------- | ------------- |
| - Hakimi 55'        | Chi tiết | - Lang 34'    |

| Real Madrid                                            | 5–2      | Borussia Dortmund         |
| ------------------------------------------------------ | -------- | ------------------------- |
| - Rüdiger 60' - Vinícius 62', 86', 90+3' - Vázquez 83' | Chi tiết | - Malen 30' - Gittens 34' |

| Sturm Graz | 0–2      | Sporting CP                 |
| ---------- | -------- | --------------------------- |
|            | Chi tiết | - Santos 23' - Gyökeres 53' |

### Lượt trận 4
| PSV Eindhoven                                                   | 4–0      | Girona |
| --------------------------------------------------------------- | -------- | ------ |
| - Flamingo 16' - Tillman 33' - Bakayoko 83' - Krejčí 88' (l.n.) | Chi tiết |        |

| Slovan Bratislava | 1–4      | Dinamo Zagreb                                 |
| ----------------- | -------- | --------------------------------------------- |
| - Strelec 5'      | Chi tiết | - Špikić 10' - Sučić 30' - Kulenović 54', 72' |

| Bologna | 0–1      | Monaco       |
| ------- | -------- | ------------ |
|         | Chi tiết | - Kehrer 86' |

| Borussia Dortmund | 1–0      | Sturm Graz |
| ----------------- | -------- | ---------- |
| - Malen 85'       | Chi tiết |            |

| Celtic                         | 3–1      | RB Leipzig        |
| ------------------------------ | -------- | ----------------- |
| - Kühn 35', 45+1' - Hatate 72' | Chi tiết | - Baumgartner 23' |

| Liverpool                          | 4–0      | Bayer Leverkusen |
| ---------------------------------- | -------- | ---------------- |
| - Díaz 61', 83', 90+2' - Gakpo 63' | Chi tiết |                  |

| Lille       | 1–1      | Juventus               |
| ----------- | -------- | ---------------------- |
| - David 27' | Chi tiết | - Vlahović 60' (ph.đ.) |

| Real Madrid            | 1–3      | Milan                                    |
| ---------------------- | -------- | ---------------------------------------- |
| - Vinícius 23' (ph.đ.) | Chi tiết | - Thiaw 12' - Morata 39' - Reijnders 73' |

| Sporting CP                                           | 4–1      | Manchester City |
| ----------------------------------------------------- | -------- | --------------- |
| - Gyökeres 38', 49' (ph.đ.), 81' (ph.đ.) - Araújo 46' | Chi tiết | - Foden 4'      |

| Club Brugge           | 1–0      | Aston Villa |
| --------------------- | -------- | ----------- |
| - Vanaken 52' (ph.đ.) | Chi tiết |             |

| Shakhtar Donetsk           | 2–1      | Young Boys  |
| -------------------------- | -------- | ----------- |
| - Zubkov 31' - Sudakov 41' | Chi tiết | - Imeri 27' |

| Sparta Prague    | 1–2      | Brest                                 |
| ---------------- | -------- | ------------------------------------- |
| - Olatunji 90+2' | Chi tiết | - Fernandes 37' - Kairinen 80' (l.n.) |

| Inter Milan                | 1–0      | Arsenal |
| -------------------------- | -------- | ------- |
| - Çalhanoğlu 45+3' (ph.đ.) | Chi tiết |         |

| Feyenoord         | 1–3      | Red Bull Salzburg                |
| ----------------- | -------- | -------------------------------- |
| - Hadj Moussa 80' | Chi tiết | - Konaté 45+2', 58' - Guindo 86' |

| Red Star Belgrade        | 2–5      | Barcelona                                                        |
| ------------------------ | -------- | ---------------------------------------------------------------- |
| - Silas 27' - Milson 84' | Chi tiết | - Martínez 13' - Lewandowski 43', 53' - Raphinha 55' - López 76' |

| Paris Saint-Germain | 1–2      | Atlético Madrid             |
| ------------------- | -------- | --------------------------- |
| - Zaïre-Emery 14'   | Chi tiết | - Molina 18' - Correa 90+3' |

| VfB Stuttgart | 0–2      | Atalanta                    |
| ------------- | -------- | --------------------------- |
|               | Chi tiết | - Lookman 51' - Zaniolo 88' |

| Bayern Munich | 1–0      | Benfica |
| ------------- | -------- | ------- |
| - Musiala 67' | Chi tiết |         |

### Lượt trận 5
| Sparta Prague | 0–6      | Atlético Madrid                                                     |
| ------------- | -------- | ------------------------------------------------------------------- |
|               | Chi tiết | - Alvarez 15', 59' - Llorente 43' - Griezmann 70' - Correa 85', 89' |

| Slovan Bratislava               | 2–3      | Milan                                  |
| ------------------------------- | -------- | -------------------------------------- |
| - Barseghyan 24' - Marcelli 88' | Chi tiết | - Pulisic 21' - Leão 68' - Abraham 71' |

| Bayer Leverkusen                                                 | 5–0      | Red Bull Salzburg |
| ---------------------------------------------------------------- | -------- | ----------------- |
| - Wirtz 8' (ph.đ.), 30' - Grimaldo 11' - Schick 61' - García 72' | Chi tiết |                   |

| Young Boys     | 1–6      | Atalanta                                                                  |
| -------------- | -------- | ------------------------------------------------------------------------- |
| - Ganvoula 11' | Chi tiết | - Retegui 9', 39' - De Ketelaere 28', 56' - Kolašinac 32' - Samardžić 90' |

| Barcelona                                   | 3–0      | Brest |
| ------------------------------------------- | -------- | ----- |
| - Lewandowski 10' (ph.đ.), 90+2' - Olmo 66' | Chi tiết |       |

| Bayern Munich     | 1–0      | Paris Saint-Germain |
| ----------------- | -------- | ------------------- |
| - Kim Min-jae 38' | Chi tiết |                     |

| Inter Milan         | 1–0      | RB Leipzig |
| ------------------- | -------- | ---------- |
| - Lukeba 27' (l.n.) | Chi tiết |            |

| Manchester City                           | 3–3      | Feyenoord                                    |
| ----------------------------------------- | -------- | -------------------------------------------- |
| - Haaland 44' (ph.đ.), 53' - Gündoğan 50' | Chi tiết | - Hadj Moussa 75' - Giménez 82' - Hancko 89' |

| Sporting CP  | 1–5      | Arsenal                                                                         |
| ------------ | -------- | ------------------------------------------------------------------------------- |
| - Inácio 47' | Chi tiết | - Martinelli 7' - Havertz 22' - Gabriel 45+1' - Saka 65' (ph.đ.) - Trossard 82' |

| Red Star Belgrade                                         | 5–1      | VfB Stuttgart  |
| --------------------------------------------------------- | -------- | -------------- |
| - Silas 12' - Krunić 31' - Ivanić 65' - Radonjić 69', 88' | Chi tiết | - Demirović 5' |

| Sturm Graz    | 1–0      | Girona |
| ------------- | -------- | ------ |
| - Biereth 59' | Chi tiết |        |

| Monaco                         | 2–3      | Benfica                                   |
| ------------------------------ | -------- | ----------------------------------------- |
| - Ben Seghir 13' - Magassa 67' | Chi tiết | - Pavlidis 48' - Cabral 84' - Amdouni 88' |

| Aston Villa | 0–0      | Juventus |
| ----------- | -------- | -------- |
|             | Chi tiết |          |

| Bologna      | 1–2      | Lille            |
| ------------ | -------- | ---------------- |
| - Lucumí 63' | Chi tiết | - Mukau 44', 66' |

| Celtic      | 1–1      | Club Brugge                 |
| ----------- | -------- | --------------------------- |
| - Maeda 60' | Chi tiết | - Carter-Vickers 26' (l.n.) |

| Dinamo Zagreb | 0–3      | Borussia Dortmund                             |
| ------------- | -------- | --------------------------------------------- |
|               | Chi tiết | - Gittens 41' - Bensebaini 56' - Guirassy 90' |

| Liverpool                      | 2–0      | Real Madrid |
| ------------------------------ | -------- | ----------- |
| - Mac Allister 52' - Gakpo 77' | Chi tiết |             |

| PSV Eindhoven                   | 3–2      | Shakhtar Donetsk        |
| ------------------------------- | -------- | ----------------------- |
| - Tillman 87', 90' - Pepi 90+5' | Chi tiết | - Sikan 8' - Zubkov 37' |

### Lượt trận 6
| Girona | 0–1      | Liverpool           |
| ------ | -------- | ------------------- |
|        | Chi tiết | - Salah 63' (ph.đ.) |

| Dinamo Zagreb | 0–0      | Celtic |
| ------------- | -------- | ------ |
|               | Chi tiết |        |

| Atalanta                                   | 2–3      | Real Madrid                                  |
| ------------------------------------------ | -------- | -------------------------------------------- |
| - De Ketelaere 45+2' (ph.đ.) - Lookman 65' | Chi tiết | - Mbappé 10' - Vinícius 56' - Bellingham 59' |

| Bayer Leverkusen | 1–0      | Inter Milan |
| ---------------- | -------- | ----------- |
| - Mukiele 90'    | Chi tiết |             |

| Club Brugge                         | 2–1      | Sporting CP |
| ----------------------------------- | -------- | ----------- |
| - Quaresma 24' (l.n.) - Nielsen 84' | Chi tiết | - Catamo 3' |

| Red Bull Salzburg | 0–3      | Paris Saint-Germain                 |
| ----------------- | -------- | ----------------------------------- |
|                   | Chi tiết | - Ramos 30' - Mendes 72' - Doué 85' |

| Shakhtar Donetsk | 1–5      | Bayern Munich                                                      |
| ---------------- | -------- | ------------------------------------------------------------------ |
| - Kevin 5'       | Chi tiết | - Laimer 11' - Müller 45' - Olise 70' (ph.đ.), 90+3' - Musiala 87' |

| RB Leipzig                     | 2–3      | Aston Villa                           |
| ------------------------------ | -------- | ------------------------------------- |
| - Openda 27' - Baumgartner 62' | Chi tiết | - McGinn 3' - Durán 52' - Barkley 85' |

| Brest             | 1–0      | PSV Eindhoven |
| ----------------- | -------- | ------------- |
| - Le Cardinal 43' | Chi tiết |               |

| Atlético Madrid                    | 3–1      | Slovan Bratislava     |
| ---------------------------------- | -------- | --------------------- |
| - Alvarez 16' - Griezmann 42', 57' | Chi tiết | - Strelec 51' (ph.đ.) |

| Lille                                          | 3–2      | Sturm Graz                        |
| ---------------------------------------------- | -------- | --------------------------------- |
| - Sahraoui 37' - Bakker 45+2' - Haraldsson 81' | Chi tiết | - Kiteishvili 45+4' - Biereth 47' |

| Milan                    | 2–1      | Red Star Belgrade |
| ------------------------ | -------- | ----------------- |
| - Leão 42' - Abraham 87' | Chi tiết | - Radonjić 67'    |

| Arsenal                       | 3–0      | Monaco |
| ----------------------------- | -------- | ------ |
| - Saka 34', 78' - Havertz 88' | Chi tiết |        |

| Borussia Dortmund           | 2–3      | Barcelona                        |
| --------------------------- | -------- | -------------------------------- |
| - Guirassy 60' (ph.đ.), 78' | Chi tiết | - Raphinha 53' - Torres 75', 85' |

| Feyenoord                                                 | 4–2      | Sparta Prague                      |
| --------------------------------------------------------- | -------- | ---------------------------------- |
| - Trauner 8' - Paixão 10' - Hadj Moussa 30' - Giménez 63' | Chi tiết | - Rrahmani 43' - Beelen 79' (l.n.) |

| Juventus                      | 2–0      | Manchester City |
| ----------------------------- | -------- | --------------- |
| - Vlahović 53' - McKennie 75' | Chi tiết |                 |

| Benfica | 0–0      | Bologna |
| ------- | -------- | ------- |
|         | Chi tiết |         |

| VfB Stuttgart                                                        | 5–1      | Young Boys  |
| -------------------------------------------------------------------- | -------- | ----------- |
| - Stiller 25' - Millot 53' - Führich 61' - Vagnoman 66' - Keitel 75' | Chi tiết | - Łakomy 6' |

### Lượt trận 8
| Aston Villa                          | 4–2      | Celtic          |
| ------------------------------------ | -------- | --------------- |
| - Rogers 3', 5', 90+1' - Watkins 60' | Chi tiết | - Idah 36', 38' |

| Bayer Leverkusen        | 2–0      | Sparta Prague |
| ----------------------- | -------- | ------------- |
| - Wirtz 32' - Tella 64' | Chi tiết |               |

| Borussia Dortmund                    | 3–1      | Shakhtar Donetsk   |
| ------------------------------------ | -------- | ------------------ |
| - Guirassy 17', 44' - Bensebaini 79' | Chi tiết | - Marlon Gomes 50' |

| Young Boys | 0–1      | Red Star Belgrade |
| ---------- | -------- | ----------------- |
|            | Chi tiết | - Kanga 69'       |

| Barcelona                | 2–2      | Atalanta                    |
| ------------------------ | -------- | --------------------------- |
| - Yamal 47' - Araújo 72' | Chi tiết | - Éderson 67' - Pašalić 79' |

| Bayern Munich                      | 3–1      | Slovan Bratislava |
| ---------------------------------- | -------- | ----------------- |
| - Müller 8' - Kane 63' - Coman 84' | Chi tiết | - Tolić 90'       |

| Inter Milan                        | 3–0      | Monaco |
| ---------------------------------- | -------- | ------ |
| - L. Martínez 4' (ph.đ.), 16', 67' | Chi tiết |        |

| Red Bull Salzburg | 1–4      | Atlético Madrid                                    |
| ----------------- | -------- | -------------------------------------------------- |
| - Daghim 90+1'    | Chi tiết | - Simeone 5' - Griezmann 13', 45+1' - Llorente 63' |

| Girona        | 1–2      | Arsenal                              |
| ------------- | -------- | ------------------------------------ |
| - Danjuma 28' | Chi tiết | - Jorginho 38' (ph.đ.) - Nwaneri 42' |

| Dinamo Zagreb              | 2–1      | Milan         |
| -------------------------- | -------- | ------------- |
| - Baturina 19' - Pjaca 60' | Chi tiết | - Pulisic 53' |

| Juventus | 0–2      | Benfica                    |
| -------- | -------- | -------------------------- |
|          | Chi tiết | - Pavlidis 16' - Kökçü 80' |

| Lille                                                                                | 6–1      | Feyenoord     |
| ------------------------------------------------------------------------------------ | -------- | ------------- |
| - Sahraoui 4' - Trauner 38' (l.n.), 76' (l.n.) - Gomes 57' - David 74' - Cabella 80' | Chi tiết | - Giménez 14' |

| Manchester City                                  | 3–1      | Club Brugge    |
| ------------------------------------------------ | -------- | -------------- |
| - Kovačić 53' - Ordóñez 62' (l.n.) - Savinho 77' | Chi tiết | - Onyedika 45' |

| PSV Eindhoven                             | 3–2      | Liverpool                         |
| ----------------------------------------- | -------- | --------------------------------- |
| - Bakayoko 35' - Saibari 45' - Pepi 45+6' | Chi tiết | - Gakpo 28' (ph.đ.) - Elliott 40' |

| Sturm Graz  | 1–0      | RB Leipzig |
| ----------- | -------- | ---------- |
| - Malić 42' | Chi tiết |            |

| Sporting CP  | 1–1      | Bologna      |
| ------------ | -------- | ------------ |
| - Harder 77' | Chi tiết | - Pobega 21' |

| Brest | 0–3      | Real Madrid                         |
| ----- | -------- | ----------------------------------- |
|       | Chi tiết | - Rodrygo 27', 78' - Bellingham 56' |

| VfB Stuttgart      | 1–4      | Paris Saint-Germain                  |
| ------------------ | -------- | ------------------------------------ |
| - Pacho 77' (l.n.) | Chi tiết | - Barcola 6' - Dembélé 17', 35', 54' |